# (11714) Mikebrown
(11714) Mikebrown est un astéroïde de la ceinture principale.

## Description
(11714) Mikebrown est un astéroïde, d'une dizaine de kilomètres, de la ceinture principale. Il fut découvert le 28 avril 1998 par le programme LONEOS de l'observatoire Lowell. Il présente une orbite caractérisée par un demi-grand axe de 2,6724392 UA, une excentricité de 0,2545849 et une inclinaison de 2,99922 par rapport à l'écliptique.
Il fut nommé en l'honneur de Michael E. Brown (né en 1965), à l'époque professeur d'astronomie assistant à CalTech, il était déjà connu pour ses travaux sur la ceinture de Kuiper, les chevelures de comètes et les atmosphères de satellites, avant de devenir « l'homme qui a tué Pluton ». 

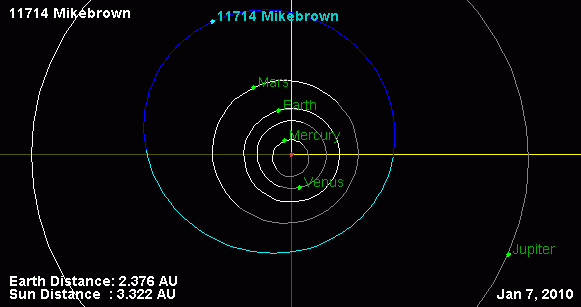
En janvier 2010, opposition de Mikebrown avec Mercure, la Terre et Mars.

## Compléments